# ريلوجولكس
ريلوجولكس(Relugolix )، الذي يباع تحت الإسمين التجاريين أورجوفيكس(Orgovyx) و ريلومينا(Relumina) ، هو دواء يستخدم لعلاج سرطان البروستاتا و الأورام الليفية الرحمية.   في حالة سرطان البروستاتا يوصف للحالات المتقدمة و الحساسة للهرمونات.  و يؤخذ عن طريق الفم مرة واحدة يومياً. 
وتشمل الآثار الجانبية الشائعة ما يلي: الهبات الساخنة، و زيادة نسبة السكر في الدم، و آلام العضلات، وانخفاض تركيز الهيموجلوبين، و التعب، و الامساك.  قد تشمل الآثار الجانبية الأخرى أيضا: إطالة فترة كيو تي.  قد يؤدي تناوله أثناء الحمل من قبل أي من الشريكين إلى إلحاق الضرر بالجنين.  و هو مضاد لمستقبلات الهرمون المطلق لموجهة الغدد التناسلية (GnRH)، والذي يمنع إنتاج هرمون التستوستيرون.  
ووفق عليه للاستخدام الطبي في اليابان في عام 2019، و الولايات المتحدة في 2020، و أوروبا في عام 2022.    في الولايات المتحدة تبلغ تكلفة العلاج الشهري حوالي 2,450 دولارًا أمريكيًا شهريًا اعتبارًا من عام 2022.  و يجري دراسته من أجل إمكانية استخدامه في حالة الانتباذ البطاني الرحميكذلك.  و هو أيضًا أحد مكونات ريلوجولكس/استراديول/نوريثيستيرون. 